# 이언 마이클 스미스
이안 마이클 스미스(Ian Michael Smith, 1987년 5월 5일 ~ )는 미국의 배우, 영화배우이다.

## 영화
- 사이먼 버치[1][2] (1998년) - 사이몬 버치 역